# Kim Rune Ovesen
Kim Rune Ovesen (24 giugno 1987) è un giocatore di calcio a 5 e calciatore norvegese, difensore dell'Hulløy e difensore del Redalen.

## Carriera
Ovesen è attivo sia nel calcio a 5 che nel calcio. Per quanto concerne quest'ultima attività, ha cominciato la carriera con la maglia dello Steinkjer, prima di passare al Nardo. Terminata questa esperienza, è tornato allo Steinkjer. Nel 2012 è stato ingaggiato dal Brodd.
A giugno 2015 è passato al Gjøvik-Lyn, in 2. divisjon. Ha esordito con questa maglia il 14 giugno, subentrando ad Anders Blom-Jensen nella vittoria per 3-4 sul campo dello Strømsgodset 2.
In vista della stagione successiva si è accordato con il Vind, in 4. divisjon. L'anno seguente è passato al Redalen.
Per quanto riguarda il calcio a 5, ha giocato per la nazionale norvegese. Ha esordito il 23 febbraio 2013, in occasione della sconfitta per 4-3 contro la Svezia. Il 4 dicembre successivo ha trovato la prima rete, nella vittoria per 2-3 contro la Finlandia.

## Statistiche

### Presenze e reti nei club
Statistiche aggiornate al 16 marzo 2018.
| Stagione         | Club             | Campionato       | Campionato | Campionato | Coppe nazionali | Coppe nazionali | Coppe nazionali | Coppe continentali | Coppe continentali | Coppe continentali | Supercoppe | Supercoppe | Supercoppe | Totale | Totale |
| Stagione         | Club             | Comp             | Pres       | Reti       | Comp            | Pres            | Reti            | Comp               | Pres               | Reti               | Comp       | Pres       | Reti       | Pres   | Reti   |
| ---------------- | ---------------- | ---------------- | ---------- | ---------- | --------------- | --------------- | --------------- | ------------------ | ------------------ | ------------------ | ---------- | ---------- | ---------- | ------ | ------ |
| 2004             | Steinkjer        | 2D               | ?          | ?          | CN              | ?               | ?               | -                  | -                  | -                  | -          | -          | -          | ?      | ?      |
| 2005             | Steinkjer        | 2D               | ?          | ?          | CN              | ?               | ?               | -                  | -                  | -                  | -          | -          | -          | ?      | ?      |
| 2006             | Steinkjer        | 2D               | ?          | ?          | CN              | ?               | ?               | -                  | -                  | -                  | -          | -          | -          | ?      | ?      |
| 2007             | Steinkjer        | 2D               | ?          | ?          | CN              | ?               | ?               | -                  | -                  | -                  | -          | -          | -          | ?      | ?      |
| 2008             | Steinkjer        | 2D               | ?          | ?          | CN              | ?               | ?               | -                  | -                  | -                  | -          | -          | -          | ?      | ?      |
| 2009             | Steinkjer        | 2D               | ?          | ?          | CN              | ?               | ?               | -                  | -                  | -                  | -          | -          | -          | ?      | ?      |
| 2010             | Nardo            | 2D               | ?          | ?          | CN              | ?               | ?               | -                  | -                  | -                  | -          | -          | -          | ?      | ?      |
| 2011             | Steinkjer        | 2D               | ?          | ?          | CN              | ?               | ?               | -                  | -                  | -                  | -          | -          | -          | ?      | ?      |
| Totale Steinkjer | Totale Steinkjer | Totale Steinkjer | ?          | ?          |                 | ?               | ?               |                    | -                  | -                  |            | -          | -          | ?      | ?      |
| 2012             | Brodd            | 3D               | ?          | ?          | CN              | ?               | ?               | -                  | -                  | -                  | -          | -          | -          | ?      | ?      |
| 2013             | Brodd            | 3D               | ?          | ?          | CN              | ?               | ?               | -                  | -                  | -                  | -          | -          | -          | ?      | ?      |
| 2014             | Brodd            | 3D               | ?          | ?          | CN              | ?               | ?               | -                  | -                  | -                  | -          | -          | -          | ?      | ?      |
| gen.-giu. 2015   | Brodd            | 3D               | ?          | ?          | CN              | ?               | ?               | -                  | -                  | -                  | -          | -          | -          | ?      | ?      |
| Totale Brodd     | Totale Brodd     | Totale Brodd     | ?          | ?          |                 | ?               | ?               |                    | -                  | -                  |            | -          | -          | ?      | ?      |
| giu.-dic. 2015   | Gjøvik-Lyn       | 2D               | 3          | 0          | CN              | -               | -               | -                  | -                  | -                  | -          | -          | -          | 3      | 0      |
| 2016             | Vind             | 4D               | ?          | ?          | -               | -               | -               | -                  | -                  | -                  | -          | -          | -          | ?      | ?      |
| 2017             | Redalen          | 3D               | 15         | 2          | CN              | 3               | 0               | -                  | -                  | -                  | -          | -          | -          | 18     | 2      |
| 2018             | Redalen          | 4D               | 0          | 0          | CN              | 0               | 0               | -                  | -                  | -                  | -          | -          | -          | 0      | 0      |
| Totale Redalen   | Totale Redalen   | Totale Redalen   | 15         | 2          |                 | 3               | 0               |                    | -                  | -                  |            | -          | -          | 18     | 2      |
| Totale           | Totale           | Totale           | 18+        | 2+         |                 | ?               | ?               |                    | -                  | -                  |            | -          | -          | ?      | ?      |